# Ataque à embaixada peruana em Estocolmo em 1992
O ataque à embaixada peruana em Estocolmo em 1992 foi um ataque terrorista e tentativa de assassinato orquestrada pelos guerrilheiros da organização peruana Sendero Luminoso na embaixada peruana na cidade de Estocolmo, Suécia que teve como alvo, sem sucesso, o embaixador peruano Gustavo Adolfo Silva Aranda.
O ataque foi o primeiro do seu tipo, com outras embaixadas peruanas sendo alvos de ataques semelhantes logo depois.

## Antecedentes
Durante o conflito interno no Peru, o grupo terrorista de esquerda Sendero Luminoso estabeleceu filiais estrangeiras, como os Comitês de Apoio à Revolução Peruana (CARP), que trabalharam no exterior para financiar o grupo. No início da década de 1990, as embaixadas peruanas na Europa estavam “acostumadas a receber ameaças periódicas” do grupo.
Estocolmo se tornou um reduto particular do grupo na Europa quando a família de Augusta La Torre, primeira esposa de Abimael Guzmán, mudou-se para lá do Peru na década de 1980. Consequentemente, uma comunidade pró-Sendero Luminoso consolidou-se na área, sendo liderada por um homem na casa dos cinquenta já conhecido da embaixada, descrito como a eminência parda da comunidade. No entanto, os membros da família de La Torre tornaram-se polarizados em relação ao parente e às atividades do grupo, com alguns se opondo fortemente à organização, enquanto outros a apoiavam ativamente. Este último começou a apoiar o movimento quando o cunhado de La Torre, Javier Esparza, contatou Guzmán e propôs com sucesso a criação do Círculo de Estudos de Ayacucho, um grupo familiar que organizava protestos e distribuía panfletos de propaganda, entre outras atividades. Membros do grupo foram presos em 1986 após pintarem grafites pró-Sendero nas paredes da embaixada. La Torre morreu em 1988, mas o apoio da família ao grupo continuou muito além de sua morte.

## Ataque
A embaixada foi inicialmente pichada com slogans em "vermelho-sangue", seguidos por um tiroteio e uma tentativa de assassinato contra o embaixador Gustavo Adolfo Silva Aranda. A tentativa falhou devido à chegada da polícia sueca ao local.
Após o ataque, o mesmo padrão começou a afetar outras embaixadas peruanas na Europa, começando pela embaixada em Londres no início de agosto. Embaixadas na Espanha, Bélgica, Alemanha, Suécia, Suíça, França, Dinamarca e México (que também teve um cachorro enforcado em seu topo, semelhante a um incidente ocorrido em Lima 12 anos antes ), já acostumadas a ameaças de morte por telefone, também estavam sendo salpicadas com tinta vermelha pelo grupo. Os acontecimentos levaram o governo peruano a aumentar os seus gastos em segurança.
Uma investigação conduzida mais tarde pela embaixada revelou que uma irmã de Abimael Guzmán estava a operar em Malmö.